# Бадай (деревня)
Бада́й — деревня Новомальтинского муниципального образования Усольского района Иркутской области на реке Белой. Ближайшая деревня к устью реки.

## История
Первое упоминание о населённом пункте относится к 1682 году, тогда это была вотчина Иркутского Вознесенского монастыря. Время строительства первой церкви не установлено. В 1706 при учреждении особого викарианства при Тобольской епархии составлена опись существующих к тому времени храмов, в которой упоминается Николаевская церковь Байдайского селения. Во второй половине восемнадцатого века церковь сгорела, и вместо неё в 1774 году строится новая, также деревянная церковь Николая Чудотворца. В 1774 году село насчитывало 85 дворов с 644 жителями. Село располагалось по обе стороны реки Белой. В результате строительства Братской ГЭС село попало в зону затопления и было перенесено на более высокое место на левом берегу реки. В 1935 году церковь в селе была закрыта, в её здании был открыт клуб. Когда населённый пункт был перенесён на новое место, здание было утрачено. В советские годы в Бадае функционировал колхоз имени Сталина. В 1960 году он был объединён с некоторыми другими колхозами, в результате чего был создан совхоз Мальтинский, существовавший до 1999 года.

## Археологические памятники
Из Кадастра особо охраняемых территорий и памятников природы Иркутской области, Археологические памятники природы (номера 632—638):
Мальтинская стоянка Усольский район. Долина р. Белой. Одна из самых древних стоянок каменного века Сибири. На этой стоянке человек обитал 50-60 тысяч лет назад
Горелый лес Усольский район. В 3 км от п. Мишелевка, ниже по течению р. Белой. Стоянка эпохи мезолита
Стоянка Сосновый бор Усольский район. На правом берегу Белой, в 1 6 км выше устья. Стоянка периодов мезолита и палеолита. Находки: керамика, пластинки, кремни, кости животных и рыб
Поселение Усть-Белая Усольский район. На 8-метровой левобережной террасе р. Белой при впадении её в Ангару, в 1 08 км на северо-восток от Иркутска. Разновременное поселение (от раннего мезолита до железного века). Обнаружены: 3 кострища, битый кремний, 855 изделий из кремния, рога и кости, перламутровые украшения
Стоянка Бадай 1 Усольский район. Левый берег Белой в 6 км выше устья, у с. Бадай
Стоянка каменного века протянулась вдоль берега на 1,5 км. Раскопки (около 100 предметов) представлены изделиями из камня
Стоянка Перешеек Усольский район. В излучине правого берега Белой напротив окраины с. Бадай, на восток от неё. Название Перешеек дано древнему памятнику в связи с его особым положением между долинами двух рек — Ангары и Белой
Стоянка Черемушник Усольский район. Левый берег Белой, в её излучине, в 3 км выше устья. Обнаружены призматические пластинки, долотовидные инструменты из камня

## Население
1. Н/Д[3]
2. Н/Д[4]